# Heegaard-Zerlegung
In der Mathematik sind Heegaard-Zerlegungen ein wichtiges Hilfsmittel der 3-dimensionalen Topologie. Sie sind nach dem dänischen Mathematiker Poul Heegaard benannt.

## Definition
Eine Heegaard-Zerlegung einer geschlossenen 3-dimensionalen Mannigfaltigkeit {\displaystyle M} besteht aus zwei Henkelkörpern {\displaystyle H_{1}} und {\displaystyle H_{2}} und einem Homöomorphismus {\displaystyle f:\partial H_{1}\rightarrow \partial H_{2}}, so dass {\displaystyle M} aus {\displaystyle H_{1}} und {\displaystyle H_{2}} durch Verkleben mittels {\displaystyle f} entsteht, d. h., man hat einen Homöomorphismus
{\displaystyle M\cong (H_{1}\cup H_{2})/{\sim }}
für die durch 
{\displaystyle x\sim y\Longleftrightarrow y=f(x),x\in \partial H_{1},y\in \partial H_{2}}
gegebene Relation.
Das Geschlecht der Flächen {\displaystyle \partial H_{1}\cong \partial H_{2}} heißt das Geschlecht der Heegaard-Zerlegung. Die in {\displaystyle M} eingebettete Fläche {\displaystyle \partial H_{1}=\partial H_{2}\subset M} heißt Heegaard-Fläche der Heegaard-Zerlegung. 
Das Heegaard-Geschlecht {\displaystyle g(M)} ist das Minimum des Geschlechts über alle Heegaard-Zerlegungen von {\displaystyle M}. Die Heegaard-Euler-Charakteristik {\displaystyle \chi _{-}^{h}(M)} ist das Negative des Maximums der Euler-Charakteristik über alle Heegaard-Flächen, also {\displaystyle \chi _{-}^{h}(M)=2g(M)-2}.
Der Heegaard-Gradient von {\displaystyle M} ist das Infimum {\displaystyle \inf {\tfrac {\chi _{-}^{h}(M_{i})}{d_{i}}}} über alle endlichen Überlagerungen von {\displaystyle M}, wobei {\displaystyle d_{i}} den Grad der Überlagerung {\displaystyle M_{i}\to M} bezeichnet.

## Existenz
Aus der Morse-Theorie folgt, dass jede geschlossene orientierbare 3-Mannigfaltigkeit eine Heegaard-Zerlegung besitzt. Alternativ ergibt sich die Existenz von Heegaard-Zerlegungen auch aus der Triangulierbarkeit von 3-Mannigfaltigkeiten, man kann die Umgebung des 1-Skeletts einer Triangulierung als Henkelkörper wählen, sein Komplement ist dann als Umgebung des 1-Skeletts der dualen Triangulierung ebenfalls ein Henkelkörper.

## Beispiele
- Standard-Heegaard-Zerlegung der 3-Sphäre: Seien {\displaystyle H_{1},H_{2}} Henkelkörper vom Geschlecht {\displaystyle 0} (d. h. Vollkugeln) und {\displaystyle f=id:S^{2}\rightarrow S^{2}}, dann ist {\displaystyle (H_{1}\cup H_{2})/{\sim }\cong S^{3}}.
- Seien {\displaystyle H_{1},H_{2}} Henkelkörper vom Geschlecht {\displaystyle 1} (d. h. Volltori) und {\displaystyle f=id:T^{2}\rightarrow T^{2}}, dann ist {\displaystyle (H_{1}\cup H_{2})/{\sim }\cong S^{2}\times S^{1}}.
- Geschlecht-1-Heegaard-Zerlegung der 3-Sphäre: Seien {\displaystyle H_{1},H_{2}} Henkelkörper vom Geschlecht {\displaystyle 1} und {\displaystyle f:T^{2}\rightarrow T^{2}} bilde die Longitude auf den Meridian und den Meridian auf die Longitude ab, dann ist {\displaystyle (H_{1}\cup H_{2})/{\sim }\cong S^{3}}.
- Standard-Heegaard-Zerlegung der Linsenräume: Seien {\displaystyle H_{1},H_{2}} Henkelkörper vom Geschlecht {\displaystyle 1} und {\displaystyle f:T^{2}\rightarrow T^{2}} sei durch eine beliebige Matrix {\displaystyle A\in SL(2,\mathbb {Z} )} gegeben, dann ist {\displaystyle (H_{1}\cup H_{2})/{\sim }\cong L(p,q)} ein Linsenraum.
- Heegaard-Zerlegung von Flächenbündeln: Jedes Flächenbündel mit einer Faser vom Geschlecht {\displaystyle g} hat eine Heegaard-Zerlegung vom Geschlecht {\displaystyle 2g+1}. Insbesondere ist der Heegaard-Gradient eines Flächenbündels {\displaystyle 0}. Weil nach dem Satz von Agol jede 3-Mannigfaltigkeit von einem Flächenbündel endlich überlagert wird, ist damit der Heegaard-Gradient stets trivial.

## Stabilisierungen, Reduzibilität, Irreduzibilität
Aus einer Heegaard-Zerlegung einer Mannigfaltigkeit kann man durch Stabilisierung (Ankleben zusätzlicher Henkel, für die jeweils Longituden auf Meridiane und Meridiane auf Longituden abgebildet werden) weitere Heegard-Zerlegungen derselben 3-Mannigfaltigkeit mit Heegaard-Flächen höheren Geschlechts erhalten. Diese durch Stabilisierung erhaltenen Heegaard-Zerlegungen sind reduzibel, d. h., es gibt in der Heegaard-Fläche eine geschlossene Kurve, die in beiden Henkelkörpern (aber nicht in der Heegaard-Fläche) eine Kreisscheibe berandet. Eine Heegaard-Zerlegung heißt irreduzibel, wenn es keine solche Kurve gibt. Das Lemma von Haken besagt, dass Heegaard-Zerlegungen einer reduziblen 3-Mannigfaltigkeit immer reduzibel sind.
Eine Heegaard-Zerlegung heißt schwach reduzibel, wenn es in der Heegaard-Fläche zwei disjunkte (nicht null-homotope) geschlossene Kurven gibt, die Kreisscheiben in unterschiedlichen Henkelkörpern der Heegaard-Zerlegung beranden. Andernfalls heißt die Heegaard-Zerlegung stark irreduzibel. Casson und Gordon bewiesen 1987, dass alle irreduziblen Heegaard-Zerlegungen stark irreduzibel sind.

## Mannigfaltigkeiten mit Rand
Für eine 3-Mannigfaltigkeit mit Rand {\displaystyle M} definiert man Heegaard-Zerlegungen analog als Zerlegungen {\displaystyle M=H_{1}\cup H_{2}} in zwei Kompressionskörper mit {\displaystyle \partial _{+}H_{1}\cup \partial _{+}H_{2}}.
Eine verallgemeinerte Heegaard-Zerlegung von {\displaystyle M} ist eine Zerlegung in (nicht notwendig zusammenhängende) Kompressionskörper {\displaystyle V_{i},W_{i},i=1,\dots ,n} und Flächen {\displaystyle H_{i},i=1,\dots ,n} mit {\displaystyle \partial _{+}V_{i}=\partial _{+}W_{i}=H_{i}} und {\displaystyle \partial _{-}W_{i}=\partial _{-}V_{i+1}}. Die Vereinigung der Kompressionskörper muss ganz {\displaystyle M} sein und ihre inneren Kerne sollen disjunkt sein.